# Camí reial de Menorca
El camí Reial, conegut també com a camí Vell, és una antiga via de comunicació de Menorca que comunicava Ciutadella amb Maó. El més probable és que sigui d'origen medieval, tot i que no es pot descartar que hagi format part d'una calçada romana, avui desapareguda. Es deien reials els camins que, com les carreteres actuals, servien per al trànsit públic i depenien del poder polític corresponent.
El traçat d'aquest camí anava pel centre de l'illa i, des de Ciutadella, partien dues branques; una que seguia el mateix trajecte que l'actual carretera general, i una altra que es dirigia més al sud travessant el barranc d'Algendar en direcció a Ferreries. Ja en una sola via es dirigia a les parts des Migjorn Gran, del sud del terme des Mercadal, i entrava a Alaior i Maó.
Actualment se'n conserven encara trams, utilitzats per a fer rutes a cavall, en bicicleta o a peu. Des de 2003 es fa anualment a l'abril una cursa popular pel camí reial de Menorca.